# Euphorbia occidentaustralica
Euphorbia occidentaustralica là một loài thực vật có hoa trong họ Đại kích. Loài này được Radcl.-Sm. & Govaerts mô tả khoa học đầu tiên năm 1996.